# Pont-Hébert
Pont-Hébert és un municipi francès situat al departament de la Manche i a la regió de Normandia. L'any 2007 tenia 1.779 habitants.

## Demografia

### Població
El 2007 la població de fet de Pont-Hébert era de 1.779 persones. Hi havia 785 famílies de les quals 267 eren unipersonals (100 homes vivint sols i 167 dones vivint soles), 267 parelles sense fills, 219 parelles amb fills i 32 famílies monoparentals amb fills.
La població ha evolucionat segons el següent gràfic:
Habitants censats

### Habitatges
El 2007 hi havia 860 habitatges, 803 eren l'habitatge principal de la família, 16 eren segones residències i 41 estaven desocupats. 724 eren cases i 132 eren apartaments. Dels 803 habitatges principals, 495 estaven ocupats pels seus propietaris, 302 estaven llogats i ocupats pels llogaters i 7 estaven cedits a títol gratuït; 5 tenien una cambra, 57 en tenien dues, 164 en tenien tres, 211 en tenien quatre i 366 en tenien cinc o més. 617 habitatges disposaven pel capbaix d'una plaça de pàrquing. A 394 habitatges hi havia un automòbil i a 314 n'hi havia dos o més.

### Piràmide de població
La piràmide de població per edats i sexe el 2009 era:
| Homes | Edats   | Dones |
| ----- | ------- | ----- |
| 0     | 95 o +  | 4     |
| 0     | 90 a 94 | 8     |
| 4     | 85 a 89 | 12    |
| 8     | 80 a 84 | 32    |
| 28    | 75 a 79 | 28    |
| 40    | 70 a 74 | 48    |
| 68    | 65 a 69 | 40    |
| 60    | 60 a 64 | 76    |
| 68    | 55 a 59 | 44    |
| 48    | 50 a 54 | 80    |
| 76    | 45 a 49 | 56    |
| 68    | 40 a 44 | 64    |
| 24    | 35 a 39 | 60    |
| 56    | 30 a 34 | 32    |
| 40    | 25 a 29 | 60    |
| 48    | 20 a 24 | 48    |
| 68    | 15 a 19 | 40    |
| 32    | 10 a 14 | 52    |
| 40    | 5 a 9   | 40    |
| 24    | 0 a 4   | 28    |

## Economia
El 2007 la població en edat de treballar era de 1.064 persones, 787 eren actives i 277 eren inactives. De les 787 persones actives 728 estaven ocupades (377 homes i 351 dones) i 59 estaven aturades (26 homes i 33 dones). De les 277 persones inactives 131 estaven jubilades, 85 estaven estudiant i 61 estaven classificades com a «altres inactius».

### Ingressos
El 2009 a Pont-Hébert hi havia 787 unitats fiscals que integraven 1.782 persones, la mediana anual d'ingressos fiscals per persona era de 16.735 €.

### Activitats econòmiques
Dels 53 establiments que hi havia el 2007, 1 era d'una empresa extractiva, 1 d'una empresa alimentària, 1 d'una empresa de fabricació de material elèctric, 1 d'una empresa de fabricació d'altres productes industrials, 7 d'empreses de construcció, 13 d'empreses de comerç i reparació d'automòbils, 5 d'empreses de transport, 2 d'empreses d'hostatgeria i restauració, 5 d'empreses financeres, 1 d'una empresa immobiliària, 3 d'empreses de serveis, 9 d'entitats de l'administració pública i 4 d'empreses classificades com a «altres activitats de serveis».
Dels 18 establiments de servei als particulars que hi havia el 2009, 1 era una oficina de correu, 3 oficines bancàries, 1 taller de reparació d'automòbils i de material agrícola, 1 autoescola, 3 fusteries, 3 lampisteries, 1 empresa de construcció, 4 perruqueries i 1 restaurant.
Dels 4 establiments comercials que hi havia el 2009, 1 era una botiga de menys de 120 m², 1 una fleca, 1 una peixateria i 1 una joieria.
L'any 2000 a Pont-Hébert hi havia 41 explotacions agrícoles que ocupaven un total de 1.240 hectàrees.

## Equipaments sanitaris i escolars
L'únic equipament sanitari que hi havia el 2009 era una farmàcia.
El 2009 hi havia una escola elemental.

## Poblacions més properes
El següent diagrama mostra les poblacions més properes.